# King's Field (серія відеоігор)
King's Field (яп. キングスフィールド) — серія рольових відеоігор, розроблена студією FromSoftware. Відома своєю похмурою атмосферою та лабіринтами. Ігри серії випускались для таких платформ як PlayStation, PlayStation 2, PlayStation Portable, Microsoft Windows, а також для численних мобільних платформ.
King's Field була випущена для PlayStation в Японії 16 грудня 1994 року, 13 днів потому сама консоль PlayStation потрапила у продаж. Гра повністю 3D від першої особи була досить новаторською для того часу серед існуючих  рольових відеоігор та отримала серйозний розголос серед ігрової спільноти. Наступні дві гри серії виходили з невеликими інтервалами: King's Field II 21 липня 1995 року, та King's Field III 21 липня 1996 року. King's Field IV було випущено декілька років потому для PlayStation 2, а саме 4 жовтня 2001 року.

## Ігри

### PlayStation
Перша гра в серії під назвою King's Field була випущена лише для Японії. Попри те, що гра не була локалізована англійською мовою, одним із фанатів було розроблено патч з повним перекладом гри англійською мовою.
В King's Field гравець грає за Джина Альфреда Фореста, котрий в пошуках свого зниклого батька, Гаузера Фореста, котрий зник разом із своїми солдатами, під час дослідження місця поховання мертвого короля. Коротша, за інші ігри серії гра King's Field включає п’ять поверхів. Головні аспекти гри полягають в битвах від першої особи, вирішенням головоломок та дослідженнях.
Після успіху першої гри серії, другу частину King's Field II було також випущено для ринку США, але з перейменуванням на King's Field без жодної нумерації чи приписок. У продовженні гравець грає за принца Гранітки, на ім’я Алеф (яп. アレフ・ガルーシャ・レグナス) (альтернативне ім’я Олександр), котрий зазнав корабельної аварії на Меланаті, проклятому острові, який привернув увагу та військові сили нового короля Вердіта, та старого друга - Жана. 
В King's Field III (випущена в США під назвою King's Field II) гравець грає за принца Вердіта, на ім’я Лайл (яп. ライル・ウォリシス・フォレスター), коли він намагається розкрити причини раптового божевілля свого батька Жана та відновити своє королівство. Велика частина гри відбувається над земле, хоча головні аспекти гри залишаються незмінними: битви від першої особи, вирішення головоломок та дослідження.

### PlayStation 2
King's Field IV (випущена в США під назвою King's Field: The Ancient City) — перша гра серії випущена для платформи PlayStation 2. Події гри відбуваються в Land of Disaster, де колись мешкали лісові жителі, поки на землю не прийшло зле прокляття. Гравець виконує роль принца Девіана з Імперії Азалінів, який отримав завдання повернути причину зараження, Ідола скорботи, назад у прокляту землю. Його подорож відбувається після падіння Королівства Геладін і подвигів Септиєго, Володаря меча, котрий очолив експедицію з понад 1000 чоловік, але так і не зміг повернути проклятого Ідола.

### PlayStation Portable
King's Field: Additional I — перша гра серії випущена для PlayStation Portable. Гра була випущена в Японії та не було перекладена на англійську мову; проте гра розповсюджувалась разом із міні-інструкцією англійською та китайською мовами, зробленою для “сірих” імпортерів-покупців. Серія “Additional“ використовує покроковий стиль геймплею, на відміну від “вільного” пересування.
King's Field: Additional II продовження серії, випущена лише в Японії та ніколи не перекладалась англійською. В неї було додано можливість імпортувати персонажа із попередньої частини (King's Field: Additional I) разом з усім екіпіруванням та характеристиками.

### Microsoft Windows
Sword of Moonlight: King's Field Making Tool — це інструмент проектування King's Field для платформи Microsoft Windows, випущений в Японії. Це дозволяє користувачеві створювати окремі ігри King's Field, у які можна грати самостійно, не встановлюючи Sword of Moonlight. Він також містить повний римейк першої гри King's Field, спочатку випущеної на PlayStation. Доступний повний неофіційний аматорський переклад гри англійською мовою.

### Мобільні телефони
King's Field Mobile був випущений в Японії для мобільних телефонів. За ним вийшло два продовження: King's Field Mobile 2, і King's Field EX
.

## Маркетинг
До свого 20-річчя компанія FromSoftware випустила спеціальний колекційний набір під назвою King's Field Dark Side Box в 2007 році, який містив перевидання чотирьох ігор King's Field, які раніше виходили на PlayStation і PlayStation 2, а також саундтреки до усіх шістьох ігор, карту Вердіту та інші бонуси.

## Оцінки та відгуки
Відгуки критиків по серії були надзвичайно поляризованими. Переважна кількість невдоволених відгуків стосувалась таких речей: повільний характер гравця, низька кількість ігрових персонажів (NPC), складний геймплей та каламутні кольори.
На відміну від інших рольових відеоігор на основі бойових дій, King's Field більше зосереджується на дослідженні та темній атмосфері. Повільний рух персонажа полегшує потокове передавання даних з ігрового диска, що виключає завантаження екранів, поширених серед більшості ігор PlayStation.

## Вплив
Духовним спадкоємцем серії було названо Demon's Souls, випущену 5 лютого 2009 року в Японії для PlayStation 3, по мотивам котрої було випущено Dark Souls для PlayStation 3, Xbox 360 та PC 22 вересня 2011 року. Серія стала франшизою разом із Dark Souls II та Dark Souls III. Bloodborne, котрий поділяє спільні механіки із серією Souls, було випущено для PlayStation 4 24 березня 2015 року. Sekiro: Shadows Die Twice котра також поділяє певні ігрові механіки із серією Souls було випущено 22 березня 2019 року.